# Эльснер, Анатолий Оттович
Анатолий Оттович Эльснер (Элснер) (1856—после 1916) — русский прозаик и публицист немецкого происхождения.

## Биография
Родился в Херсоне в 1856 году.
Из дворян Херсонской губернии. Отец — Отто Фёдорович фон Эльснер, надворный советник, инспектор училищ Херсонской губернии. Мать — урождённая Гауеншильд, дочь Ф. М. Гауеншильда, директора Царскосельского лицея. Старший брат — Эльснер, Константин Оттович, русский военачальник, генерал-майор. Дед — барон Фёдор Богданович Элснер. 
Активно выступал в печати в 1880—1910-х годах.
Публиковался, помимо своего имени, под псевдонимами Юлий Кэр, А. О. Эльснер-Коранский, А. О. Эльснер-Каранский, Цезарь Писарев.
Был членом Общества русских драматических писателей.
Скончался после 1916 года.

## Творчество
Автор ряда произведений, в том числе романов «Железный доктор» (1903), «Грозный идол, или Строители ада на земле» (1907), «Бес ликующий» (1916), поэм «Торквемада» (1888), «Палач и Христос» (1906), «Сойдите вниз» (1907), драм «Современная героиня» (1892), «Человек судьбы (Наполеон)» (1905) и других, редактор журнала «Зеркало России».
В фантастическом «социальном» романе «Грозный Идол, или Строители Ада на земле» (1907) описывает историю утопической самоизолированной общины, в которой кратковременный период счастливой жизни сменился кровавой диктатурой и беззаконием  при первом же соприкосновении с миром корыстных отношений.

## Адреса в Петербурге
- Согласно адресной книге 1917 года, проживал по адресу, Крестовский остров, Петроградская, 18-а.[3]

## Произведения
- Грозный идол, или Строители ада на земле: Социальный роман. СПб.: Т-во Андерсона и Лойцянского, 1907. 212 с.
- Рыцарь духа : Оккультный роман. — 1915.
- Железный доктор : Роман. — 1903.
- Бес ликующий : Роман — 1916.